# La Vierge et l'Enfant Jésus sous le pommier
La Vierge à l'Enfant Jésus sous le pommier est une œuvre de Lucas Cranach l'Ancien (1472-1553) conservée au musée de l'Ermitage de Saint-Pétersbourg. C'est une huile sur toile transposée du bois. Composée entre 1520 et 1524, elle représente la Vierge Marie avec de longs cheveux blonds ondulés tenant l'Enfant Jésus une pomme dans la main gauche. La scène se passe sous un pommier aux lourdes pommes blondes légèrement orangées. la Vierge est vêtue à la mode du premier tiers du XVIe siècle en Allemagne avec des étoffes du rouge à l'orangé et un manteau noir. Au fond un paysage laisse deviner un château fort surplombant une rivière entre de hauts rochers.
Une variante de ce tableau figurait à la collection Bachofen-Burghardt de Bâle.

## Expositions
- 1899, Dresde, Cranach-Austellung, n°84
- 1964, Bordeaux, La Femme et l'Artiste, de Bellini à Picasso, n°6
- 1972, Weimar, Cranach 1472-1553. Austellung zu seinem 500. Geburtstage, n°41